# Prévôté

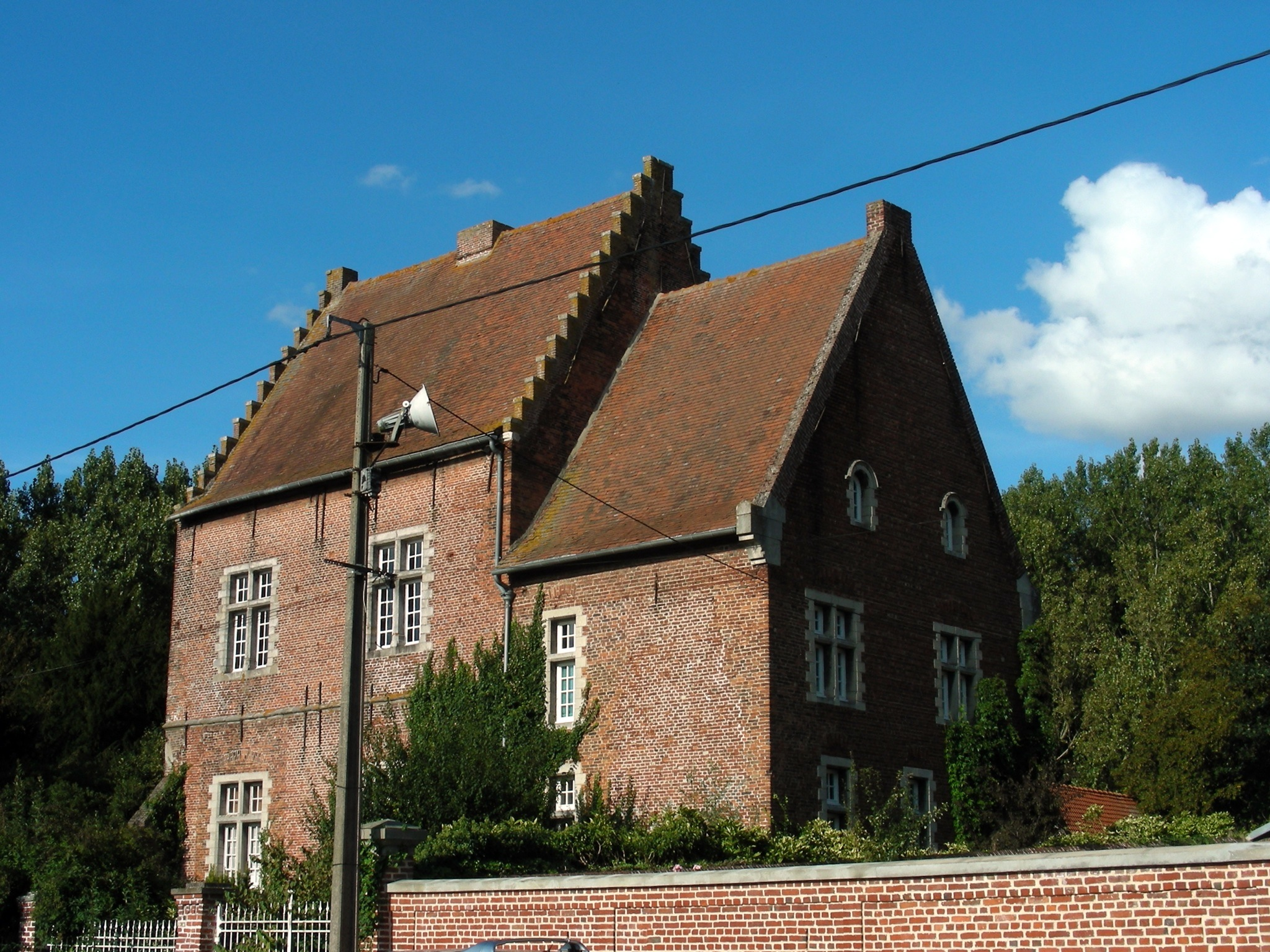
Prévôté

De Prévôté (provoostwoning) is een historisch bouwwerk in de tot het departement Pas-de-Calais behorende plaats Sailly-sur-la-Lys.

## Geschiedenis
Aanvankelijk werd deze plaats bewoond door een monnik van de Abdij van Sint-Vaast te Sint-Omaars, die feitelijk de rol van dorpspastoor vervulde.
Als een van de weinige overblijfselen van het historische Pays de l'Alleu, werd deze woning voor het eerst als provoostwoning vermeld in 1296. Toen werd deze monnikenwoning versterkt op instigatie van de Franse koning Filips IV. De versterking was gericht tegen het Graafschap Vlaanderen. In de Prévôté werd recht gesproken en hier kwamen soms de schepenen bij elkaar. De provoost die hier verbleef was de vertegenwoordiger van de Abdij van Sint-Vaast te Sint-Omaars.
Het betrof een versterkt en omgracht gebouwencomplex, toegankelijk via een poortgebouw en omvattende de provoostwoning, gevangenissen. een gerechtszaal en een aan Onze-Lieve-Vrouw gewijde kapel.
In 1566 werd de prévôté geplunderd door de beeldenstormers. In 1612 was de prévôté weer hersteld. Tijdens de Franse revolutie (einde 18e eeuw) werden de gebouwen in beslag genomen door de overheid.
Tijdens de Eerste Wereldoorlog liep het gebouw schade op, maar deze werd na de oorlog hersteld.
Het woonhuis, met trapgevels, is behouden gebleven.